# بيرنابيه ماغانيا
بيرنابيه ماغانيا (بالإنجليزية: Bernabé Magaña)‏ هو لاعب كرة قدم أمريكي في مركز حراسة المرمى، ولد في 16 أغسطس 1993 في فينتورا في الولايات المتحدة. لعب مع Venados F.C. ‏.